# Середня Борзя (річка)
Середня Борзя (рос. Средняя Борзя) — річка в Забайкальському краї Росії, ліва притока Аргуні.
Річка бере початок на південно-східному схилі Нерчинського хребта. Довжина річки становить 118 км, площа водозбору — 1410 км².